# Eurocopter AS565 Panther
Eurocopter AS565 Panther er den militære version af Eurocopter AS365 Dauphin mellemtung, to-motors flerformålshelikopter. Pantheren bliver brugt i et bredt spektrum af militære roller – inklusive kamp, ildstøtte, antiubådskrigsførelse (ASW), overfladekrigsførelse (ASUW), eftersøgning og redning (SAR) og evakuering af sårede (MEDEVAC). 

## Versioner
Versioner af Panther har været følgende: 
SA 365 FK
SA 365 K
Første version Panther, baseret på AS365 N2. Udbudt med forskellig bevæbning, inklusive Giat M621 20 mm kanon, Forges de Zeebrugge (FZ) raketter (i beholdere á 19 stk) eller 68 mm Thales Brandt raketter (i beholdere med 22).
AS565 UA
Støtteudgave af AS365 N2
AS565 UB
Støtteudgave af AS365 N3, stadig i produktion. Denne version er drevet af to Turbomeca Arriel 2C turboskaft jetmotorer, som er udstyret med full authority digital engine control (FADEC). Hovedopgaven for denne version er taktisk troppetransport af otte til ti fuldt udrustede soldater, evakuering af sårede og logistikstøtte.
AS565 AA
Kampversion af AS365 N2.
AS565 AB
Kampversion af AS365 N3.
AS565 MA
Flåde/SAR-udgave af AS365 N2.
AS565 MB
Flåde/SAR-udgave af AS365 N3, stadig i produktion. Hovedopgaverne for denne model er antioverfladekrigsførelse (ASuW), antiubådskrigsførelse (ASW), eftersøgning og redning (SAR), taktisk troppetransport, logistikstøtte evakuering af syge og sårede (CASEVAC)/(MEDEVAC). Denne version er udstyret med en harpun, der gør det muligt at lande på dækket af et skib i dårligt vejr. Udbudt med forskellig bevæbning, inklusive 20 mm kanon monteret i kabinen, AS 15 TT antiskibsmissil, Mark 46 torpedo og Whitehead A.244/S torpedo.
Flådeversionen af Eurocopter AS 565MB Panther er aktiv i Irland, de Forenede Arabiske Emirater, Islands kystvagt, Saudi-Arabien, Israel, den mexikanske flåde, den kinesiske flåde og i den franske flåde. Bevæbnede og ubevæbnede versioner af hærudgaven er aktive i den brasilianske hær.
AS565 SA
ASW version af AS365 N2.
AS565 SB
ASW version af AS365 N3.
AS565 CA
Panserværnsversion af AS365 N2, bevæbnet med Euromissile HOT.
AS565 N3
Maritim patrulje- og overvågningsversion af AS365 N3 aktiv i den græske kystvagt.
AS565 SC
SAR version aktiv i Saudi-Arabien.
HM-1 Panteras
Helibras HM-1 Pantera er navnet på den brasilianskbyggede AS565 bygget af Helibras og er aktiv i den brasilianske hær.
Panther 800
Afløser for UH-1 Huey i den amerikanske hærs lette helikopterprogram, med 2 LHTEC T800 turboskaftmotorer. Er kun blevet testfløjet.

## Brugere
Angola
- Angolas luftvåben[kilde mangler]

 Brasilien
- Den brasilianske hær har modtaget 36 helikoptere, 34 er i brug. AS565 er bygget på licens i Brasilien som Helibras HM-1 Pantera af Helibras

 Bulgarien
- Den bulgarske flåde bestilte tre AS565 MB, som skal bruges til maritim overvågning, SAR, ASW og ASuW operationer [3]

 Kina
- "Folkets Befrielseshærs Flåde"
- "Folkets Befrielseshærs Luftvåben"

 Frankrig
- Marine Nationale

 Grækenland
- Grækenlands kystvagt

 Irland
- Irish Air Corps

 Israel
- Israels luftvåben

 Mexico
- Den mexikanske flåde opererer med to helikoptere; to mere er bestilt til at operere fra flådens skibe.[4][5]

 Marokko
- Marokkanske flåde har modtaget fire helikoptere

 Sydkorea
- AS565 MB[kilde mangler]
- Sydkoreanske kystvagt[kilde mangler]

 Forenede Arabiske Emirater
- Forenede Arabiske Emiraters luftvåben opererer 16 AS565 SB flådehelikoptere

 Storbritannien
- Royal Navy[kilde mangler]

 USA som HH-65
- United States Coast Guard

 Zambia[kilde mangler]

## Danske forhold
Den 22. februar 2011, kom Pantheren med på listen over mulige afløsere af den over 30 år gamle Westland Lynx, i flyvevåbnets Eskadrille 723.

## Fodnoter
1. ↑  AS 565MB Naval Variant service notes. Arkiveret 19. januar 2010 hos  Wayback Machine (engelsk)
2. ↑  Vought Panther 800 LUH page Arkiveret 26. oktober 2007 hos  Wayback Machine (engelsk)
3. ↑  Eurocopter Press Release – Eurocopter Delivers 1st Cougar Helicopter To Bulgaria Arkiveret 10. november 2006 hos  Wayback Machine (engelsk)
4. ↑  http://www.janes.com/news/defence/jni/jni081203_1_n.shtml Arkiveret 2. juni 2010 hos  Wayback Machine (engelsk)
5. ↑  http://www.semar.gob.mx/transparencia/informes_labores/2_inf_labores.pdf Arkiveret 19. marts 2009 hos  Wayback Machine (engelsk)
6. ↑  dr.dk – Søværnet klar til at vælge helikopter 22/2-2011